# Brandanschlag auf eine Asylunterkunft in Salzhemmendorf
Der Brandanschlag auf eine Asylunterkunft im niedersächsischen Salzhemmendorf in der Nacht vom 27. auf den am 28. August 2015 richtete sich gegen eine Mutter aus Simbabwe mit drei Kindern im Alter von vier, acht und elf Jahren. Das Attentat von Salzhemmendorf war nur eines von vielen Brandanschläge auf Asylunterkünfte, doch richtete es sich im Gegensatz zu anderen Taten direkt gegen Menschen. In der Asylunterkunft waren rund 40 Personen untergebracht.

## Tathergang
Die Täter stopften Sägespäne in eine Weinbrandflasche, ließen Öl aus der Heizung ab und gossen die Flasche damit auf. Um zwei Uhr morgens warf der 31-jährige Haupttäter den selbstgebastelten Molotowcocktail durch das Fenster einer Erdgeschosswohnung. Der Brandsatz verschmorte Teile des PVC-Bodens und entwickelte heftigen Rauch, Menschen kamen dabei jedoch nicht zu Schaden. In dem Zimmer, auf welches der Anschlag verübt wurde, nächtigte üblicherweise ein elf Jahre alter Junge. In der Tatnacht schlief er im Zimmer bei seiner Mutter. Seit November 2014 lebte die Frau aus Simbabwe mit ihren drei Kindern bereits in Salzhemmendorf.

## Reaktionen
Der Landkreis Hameln-Pyrmont und die Kreisfeuerwehr distanzierten sich vom Rechtsextremismus und kündigten Schulungen für Feuerwehrleute gegen Rechtsextremismus an. Der 25 Jahre alte Mittäter war bei der Freiwilligen Feuerwehr und half nach dem Anschlag sogar beim Löschen. Der Landrat rief zur Kundgebung "Gute Nachbarschaft" auf und stellte kostenlose Busse.

## Strafverfahren
Das Landgericht Hannover eröffnete am 10. Februar 2016 ein Strafverfahren. Die zuständige Staatsanwaltschaft Hannover warf dem Tätertrio gemeinschaftlichen versuchten Mord in Tateinheit mit schwerer Brandstiftung vor. Die Tatverdächtigen legten am ersten Prozesstag ein Geständnis ab. Der Haupttäter gestand, einen selbstgefertigten Molotowcocktail in das Fenster der Unterkunft geworfen zu haben. Die beiden anderen Angeklagten räumten ebenfalls ihre Beteiligung ein, machten jedoch für die Tat Alkoholeinfluss geltend. Die Verteidigung hatte im Prozess die nationalsozialistische Gesinnung der Angeklagten belegt.
Am 17. März 2016 wurde das Urteil gefällt. Das Landgericht Hannover verurteilte die Täter zu mehrjährigen Haftstrafen. Richter Wolfgang Rosenbusch sah drei Mordmerkmale als erfüllt: „Sie handelten aus niederen Beweggründen, heimtückisch und mit einer gemeingefährlichen Waffe.“ Der 31-jährige Haupttäter musste wegen versuchten Mordes und Brandstiftung acht Jahre ins Gefängnis. Der 25 Jahre alte Mittäter erhielt sieben Jahre Haft. Beide waren betrunken. Eine 24-jährige alleinerziehende zweifache Mutter, welche die beiden Männer zum Tatort gefahren hatte, wurde zu viereinhalb Jahren Haft verurteilt. Das Gericht verurteilte sie als Mittäterin, nicht als Gehilfin.
Die ausgesprochenen Haftstrafen sind bemerkenswert, da gemäß einer Recherche der Zeit bisher in weniger als einem Viertel aller flüchtlingsfeindlichen Angriffe in Deutschland 2015 Tatverdächtige ermittelt werden konnten. Insgesamt wurde in zwölf Fällen Anklage erhoben, jedoch nur vier Mal ein Urteil gesprochen.